# Николаевка (Пятихатский район)
Николаевка (укр. Миколаївка) — село,
Троицкий сельский совет,
Пятихатский район,
Днепропетровская область,
Украина.
Код КОАТУУ — 1224587506. Население по переписи 2001 года составляло 532 человека .

## Географическое положение
Село Николаевка находится на расстоянии в 1 км от села Золотницкое и в 3-х км от села Троицкое.
По селу протекает пересыхающий ручей с запрудой.

## Экономика
- ЧП «Инвест-Укр».

## Объекты социальной сферы
- Школа.
- Фельдшерский пункт.
- Дом культуры.